# 金城 (農學家)
金城，（1908年9月27日—1963年12月8日），字叔堅，遼寧遼陽人，曾任國立臺灣大學農學院農業工程學系主任，負責新竹海埔新生地研究規劃工作。

## 生平
出身於東北富農之家。

### 抗日戰爭時期
1934年，金城先生回國後，適8年抗戰，遂毅然投身第三戰區任少校技正，隸薛岳將軍摩下，覆氈草檄，常澈夜不眠，旋調第九戰區升任中校技正，至為薛將軍所倚重。 
1939年，金城先生應四川省水利局之聘，任工程師一年。1941年至1946年間，先後任教浙江大學及貴州大學。浙江大學農學院時在貴州湄潭，戰時生活清苦，先生家累綦重，每至饗飧不繼，而樂育為懷，平居蓋晏如也。課餘從事研究工作，其間曾應湄潭茶場之請，為設計一欄水壩，自測量開始，至施工完成，躬親其事，往返跋涉，不以為苦。

### 臺灣大學農學院
1946年8月，金城先生應國立臺灣大學校長陸志鴻先生之邀，任農學院農業工程學系主任。日治時期結束後，農業工程學系僅留有日籍高坂知武教授、學生亦僅9人，而設備則不過勉敷教學，金城先生到校後，即多方物色教授，增加設備，更以身作則，盡力于教學與研究。
1950年間，在臺大農學院農業試驗場農工分場開始水稻灌溉需水量之試驗，連續8年，首就水稻灌溉之基本問題-即田間需水量、灌溉積水深度、灌溉期距等著手試驗，然後進行適量之輪流灌溉試驗，並檢討輪流灌溉對於水稻之生理與肥力之消耗及土壤理化性之變化，根據試驗研究之結果，與周禮先生合倡輪流灌溉方法，經農林廳、水利局採納，自1954年（民國43年）起推行全省。以研究輪流灌溉方法成功，於1959年（民國48年），獲教育部農科學術獎金。

### 新竹海埔新生地
1957年，金城先生應行政院國軍退除役官兵輔導委員會及中國農村復興聯合委員會之邀請，負責新竹海埔新生地研究規劃工作。
當中央氣象局發佈颱風警報時，金城先生總是臺大那邊事情交代完畢後，便急忙趕往新竹視察堤防。

### 影響及評價
使此海埔新生地，今已遍植水稻，其得以地盡其利，化海塗為良田者，實有殊績，1961年春榮膺 蔣總統褒獎七等景星勳章一座。

### 中國農業工程學會
1954年12月，創辦中國農業工程學會，〈今社團法人台灣農業工程學會〉，任歷屆理事及理事長，出版有農業工程學會學報。 

### 訪問團、技術團、考察團
1959年6月，經濟部之邀請，參加赴寮國經濟友好訪問團，為時三週。1960年（民國49年）1月接任中華民國駐越南農田水利技術團團長，任期2年內，為越南政府設計灌溉試驗場一所，並進行水稻灌溉試驗，所訂農田水利初步開發計劃，規劃水利工程數處，其工作之辛勤努力，被邦政府當局與人民咸所讚佩，此不僅盡瘁學術，而於敦輯憐誼，尤有殊績。
1963年11月，奉派參加非洲農業考察團，同月6日飛往塞內加爾，考察塞內加爾、獅子山，賴比瑞亞，奈及利亞等四國，然後轉往多哥。同年12月8日傍晚由多哥國首都洛梅赴達板哥，擬尋覓可用為水稻之試驗田區，在洛梅以北約442.6公里康代附近停留，不幸車禍殉職，享年55歲。。

### 晚年
1963年1月請辭始獲解任，由張建勛教授接任，乃得返國回校任教。任水文學，灌溉排水原理、灌溉工程與專題討論等課程。

### 個人生活
金城先生賦性鯁直，納言敏行，平生不善交際，以為徒託空言，不如見諸身體力行之著明深切，故其課諸生也，身教重於言教。授課時盡可能利用圖表、幻燈片，以助教學。平日善攝影，旅行時常以照相機為伴，攝取與教學有關之照片，為學生放映，以代口說。講學之餘，不忘國家建設，於臺灣省農田水利問題，尤所關心，各有關機關如糖業公司，電力公司、水利局、嘉南大圳暨鳳梨公司，咸有所請益，甚至請託進行專題研究。於國家農業政策及教學方針，亦時有獨到之建議，獻替良多。
例假之日，則常喜率學生往附近山水名勝；作一日之遊，登臨為樂。嘗席地為諸生解說水利與地理知識，或講述舊事，娓娓不倦，從遊者如坐春風，於品學之祇嫻薰陶，有足多者。臺大農業工程學系歷屆畢業生多能有所樹立，其教育之功為不可泯。